# 35e division d'infanterie (Italie)
La 35e division d'infanterie est une division d'infanterie de l'armée de terre italienne qui a participé à la Première Guerre mondiale.

## La Première Guerre mondiale

### Affectation organique
- Octobre 1915 : Armée d'Orient

### Composition
Au 24 octobre 1918 :
- Brigade Sicilia
  - 61e régiment d'infanterie - 62e régiment d'infanterie
- Brigade Cagliari (Général Fresi)
  - 63e régiment d'infanterie - 64e régiment d'infanterie
- Brigade Ivrea
  - 161e régiment d'infanterie - 162e régiment d'infanterie
- 1 bataillon d'infanterie de milice inconnu
- 16e régiment de cavalerie
  - 2e et 3e escadrons de cavalerie
- 2e Groupe d'artillerie de montagne
- Unités italiennes indépendantes :
  - 15e régiment de cavalerie "Lodi"
  - 21e Groupe aérien
    - 73e escadrille de chasse - 111e escadrille de reconnaissance

### Opérations

#### 1918
- Manœuvre d'Uskub